# Triodia froitzheimi
Triodia froitzheimi — вид чешуекрылых насекомых из семейства тонкопрядов.

## Название
Вид был назван в честь пастора Йозефа Фройцхайма.

## Распространение
Обитают в Иордании (таксон описан доктором Францем Даниэлем по образцу из восточной части Иордании, Аммана, добытому на высоте 800 м). В первом описании, сделанном доктором, самки описаны не были.

## Описание
Мелкие бабочки (моли). Обычно более красочные, чем Triodia amasinus, цвет основания переднего крыла серый между связками. Поперечные полосы более заметны, хотя есть и очень слабо прорисованные. Задние крылья и низ одноцветные светло-коричневые.